# Cattedrale del Buon Pastore (San Sebastián)
La cattedrale del Buon Pastore (in basco Artzain Onaren katedrala, in spagnolo catedral del Buen Pastor) è la cattedrale cattolica di Donostia-San Sebastián, Paesi Baschi, Spagna, e sede della diocesi di San Sebastián.

## Storia
I lavori per la realizzazione della chiesa, su progetto dell'architetto Manuel de Echave, nativo della città di San Sebastián, hanno avuto inizio con la posa della prima pietra, avvenuta nel 1889. Dopo otto anni di attività, la chiesa neogotica è stata inaugurata in modo ufficiale nel 1897, alla presenza del re Alfonso XIII e della regina madre Maria Cristina d'Asburgo-Teschen.
Inizialmente semplice parrocchia dalla diocesi di Vitoria, la chiesa del Buon Pastore è stata elevata a cattedrale della nuova diocesi di San Sebastián contestualmente alla creazione della diocesi, avvenuta il 1º luglio 1950 con la pubblicazione della bolla Quo commodius di papa Pio XII. Ciò ha determinato nel corso degli anni seguenti una riorganizzazione degli spazi interni e la sostituzione dell'altare neogotico, ritenuto troppo imponente, con uno più sobrio nel 1953.

## Galleria d'immagini

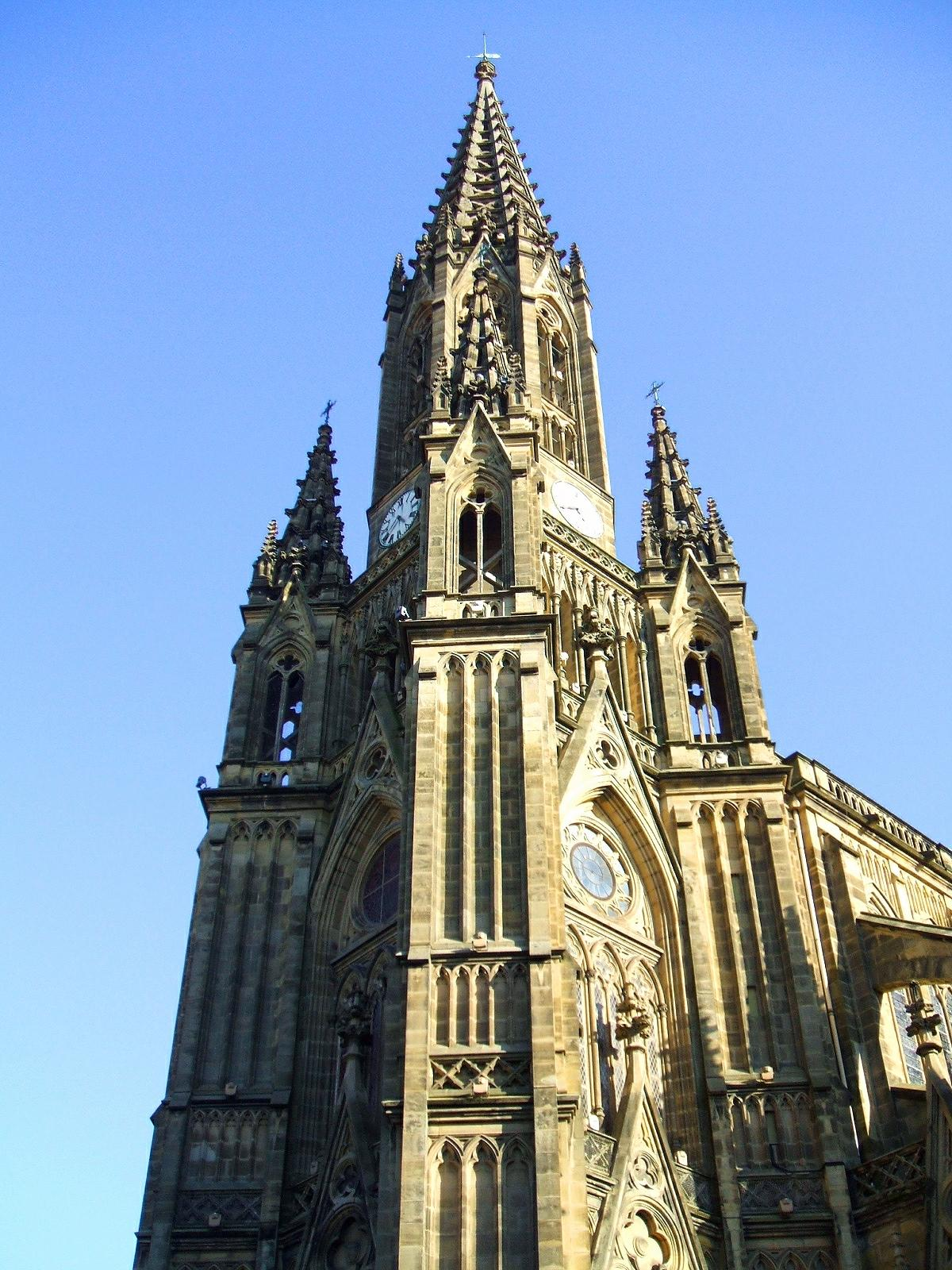
Torre
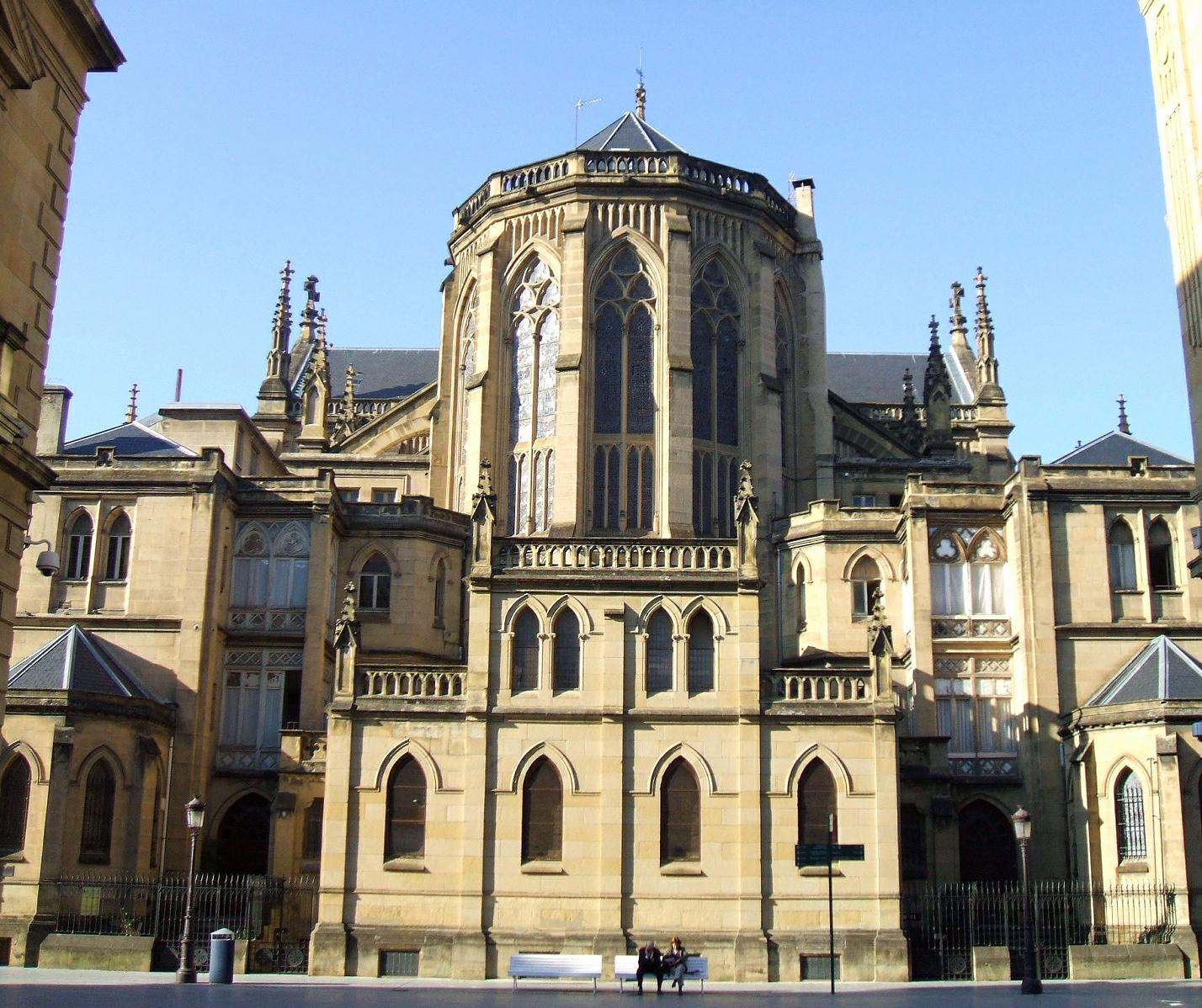
Abside (esterno)
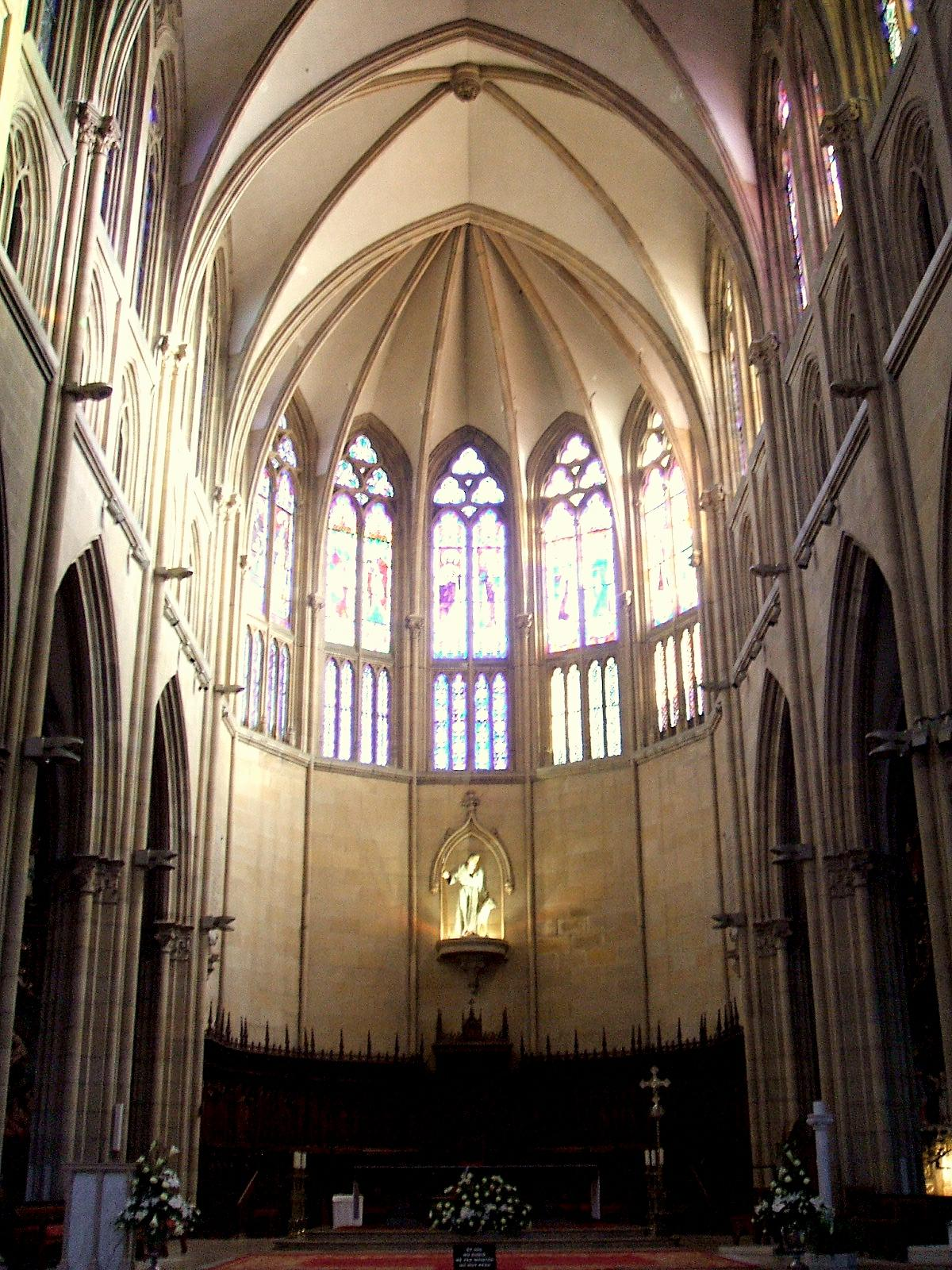
Abside (interno)
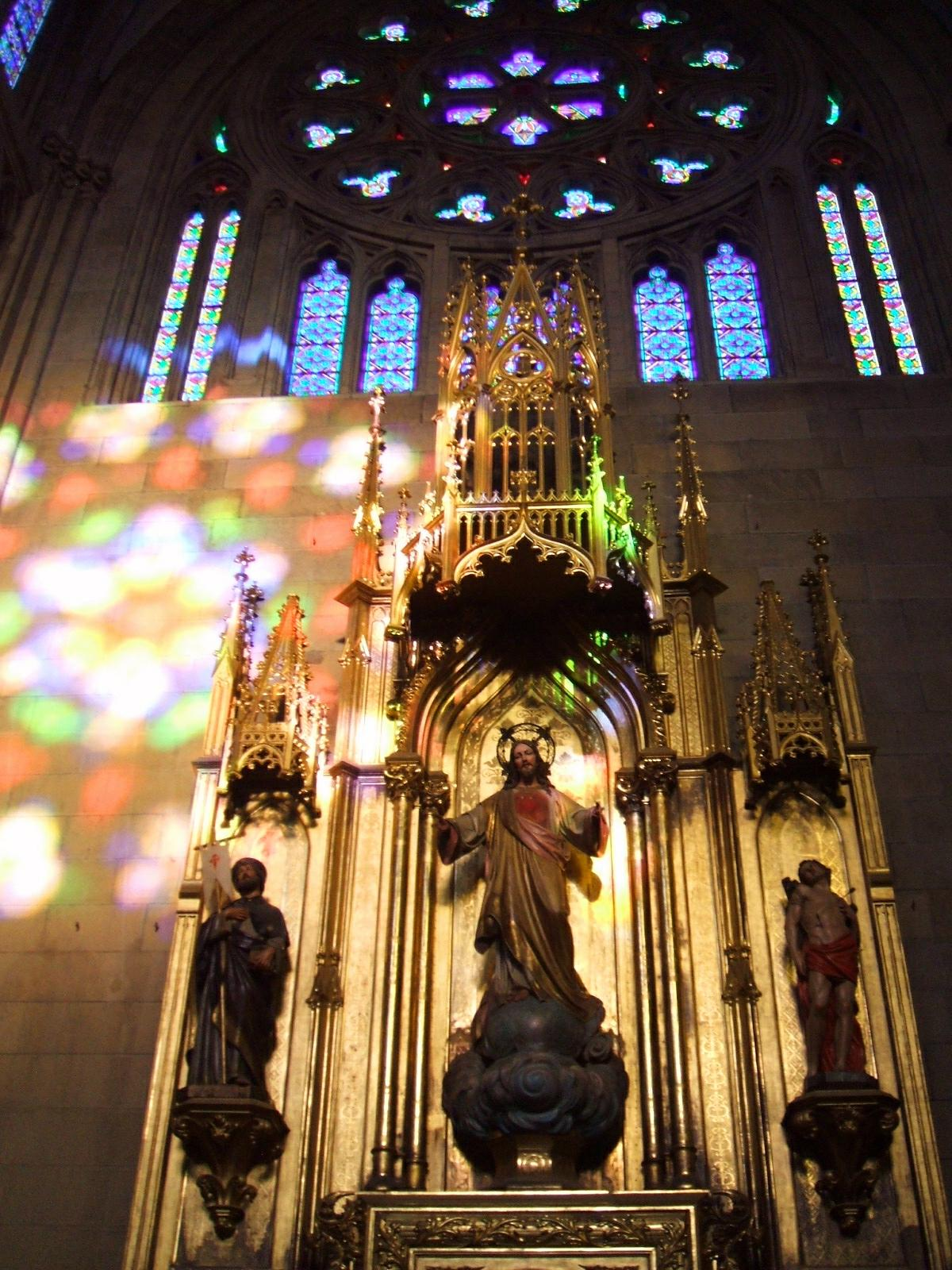
Pala d'altare del Sacro Cuore di Gesù
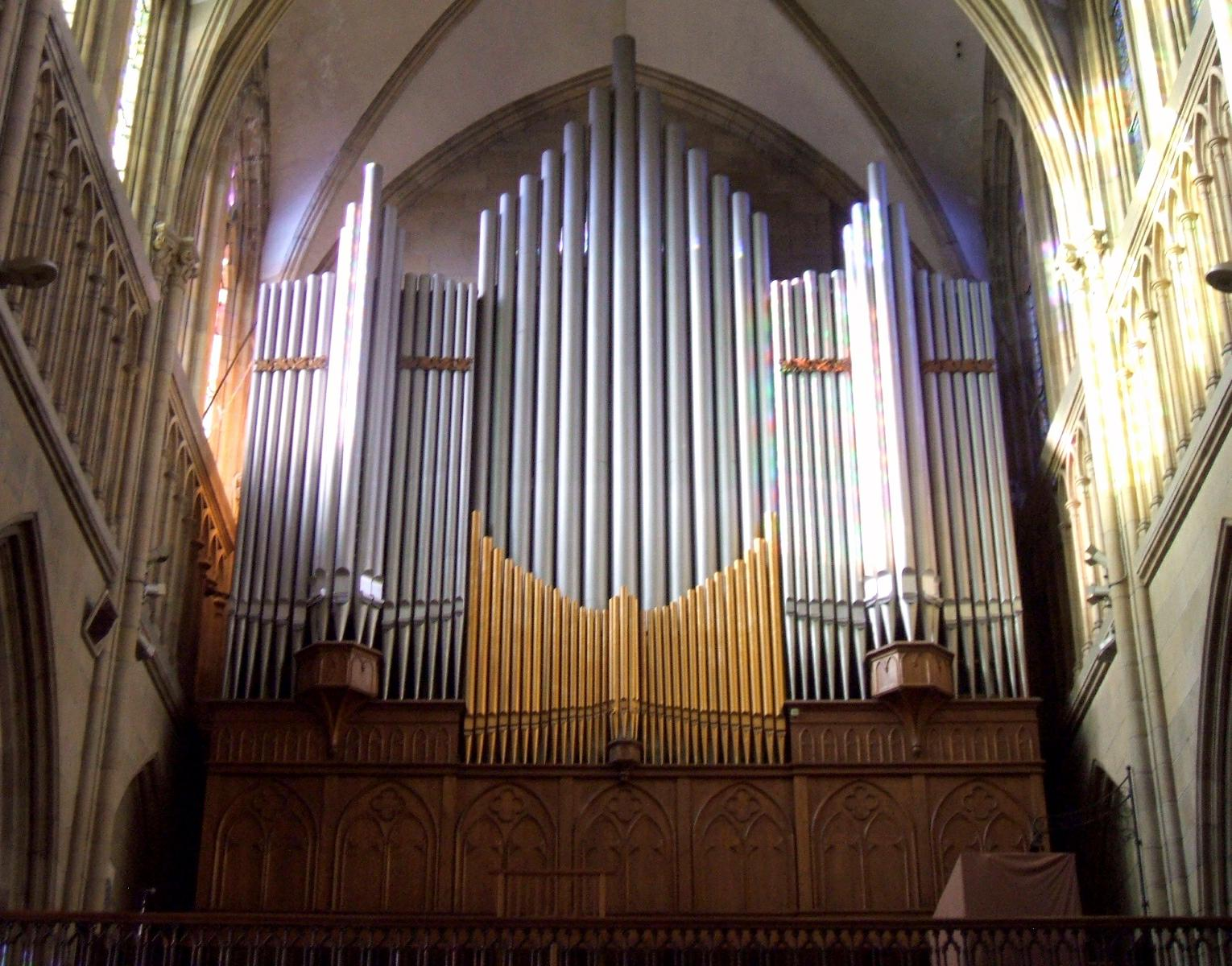
Organo